# Severed Eyes of Possession
Severed Eyes of Possession è il secondo album in studio pubblicato dalla band black metal norvegese Wurdulak, nel 2002 dalla Season of Mist.

## Tracce
1. Rescued by Oblivion
2. The Downfall of Pity
3. Unified Global Misanthropy
4. Xisnasusania
5. Son Of Man
6. Sin Eater
7. Perpetual Domination
8. Revelations
9. The Exquisite Taste of Selfishness
10. Severed Eyes of Possession

## Formazione
- Killjoy - voce
- Maniac - voce
- Ihizahg - chitarra
- Frediablo - chitarra
- Fug - chitarra
- Iscariah - basso
- Jehmod - batteria